# Elaeocarpus praeclarus
Elaeocarpus praeclarus är en tvåhjärtbladig växtart som beskrevs av Albert Charles Smith. Elaeocarpus praeclarus ingår i släktet Elaeocarpus och familjen Elaeocarpaceae. Inga underarter finns listade i Catalogue of Life.